# Journal intime (film, 1962)
Pour l’article homonyme, voir Journal intime (homonymie).
Pour plus de détails, voir Fiche technique et Distribution.
Journal intime (titre original : Cronaca familiare) est un film italien réalisé par Valerio Zurlini et sorti en 1962.

## Synopsis
En Italie, Enrico, un journaliste, après avoir appris le décès de son frère, se souvient de leur enfance… Après le décès de leurs parents, les deux garçons se retrouvent séparés : Lorenzo, le cadet, adopté par un majordome aisé, aura une enfance heureuse tandis qu’Enrico, livré à lui-même, passera une adolescence misérable. Plus tard, on découvre que Lorenzo est atteint d’un mal incurable...

## Fiche technique
- Titre original : Cronaca familiare
- Titre français : Journal intime
- Réalisation : Valerio Zurlini
- Scénario : Valerio Zurlini, Mario Missiroli et Vasco Pratolini, d'après son roman autobiographique (Cronaca familiare, 1947)
- Décors : Flavio Mogherini
- Costumes : Gaia Romanini
- Photographie : Giuseppe Rotunno
- Montage : Mario Serandrei
- Musique : Goffredo Petrassi
- Producteur : Goffredo Lombardo
- Société de production : Titanus (Italie),
- Sociétés de distribution : Titanus (Italie), Les Grands Films Classiques (France)
- Pays d'origine :  Italie
- Langue d'origine : italien
- Format : 35 mm — couleur par Technicolor — 1.85:1 — son monophonique
- Genre : drame
- Durée : 114 minutes
- Dates de sortie :
  - Italie :  6 septembre 1962 (Mostra de Venise)
  - France :  mai 1963
- (fr) Classification CNC : tous publics, Art et Essai (visa d'exploitation no 27239 délivré le 26 février 1963)

## Distribution
- Marcello Mastroianni : Enrico Casati
- Jacques Perrin : Dino / Lorenzo Casati
- Sylvie : Mme Casati, la grand-mère
- Salvo Randone : Salocchi, le père adoptif de Lorenzo
- Marcella Valeri : Mme Salocchi, son épouse
- Valeria Ciangottini : Sandrine Zatti, la fiancée de Lorenzo
- Serena Vergano : une sœur, à l'hôpital
- Marco Guglielmi : le médecin de garde
- Franca Pasut : une novice de l'hospice
- Nino Fuscagni : un militaire au ping-pong
- Miranda Campa : la patronne
- Angelo Casadei : un visiteur à l'hôpital
- Valerio Zurlini

## Distinctions

### Récompenses
- Mostra de Venise 1962 : Lion d'or à Valerio Zurlini.
- Ruban d'argent 1963 : Ruban d'argent de la meilleure photographie en couleurs à Giuseppe Rotunno.

### Nominations
- Ruban d'argent 1963 : 
  - Marcello Mastroianni nommé pour le Ruban d'argent du meilleur acteur principal.
  - Mario Missiroli, Vasco Pratolini et Valerio Zurlini nommés pour le Ruban d'argent du meilleur scénario.

## Autour du film
- Commentant le film de Valerio Zurlini, dans son ouvrage consacré au cinéma italien d'après-guerre, Freddy Buache écrit : « Zurlini recrée plastiquement un bref roman autobiographique de Vasco Pratolini, l'auteur de la Chronique des pauvres amants qu'adapta Carlo Lizzani. De l'un à l'autre ouvrage, nous sentons bien un même climat, un même paysage du cœur contemplé au fond du miroir d'une époque politiquement définie avec une vive précision. » Il n'hésite pas, par ailleurs, à affirmer, en guise de conclusion : « le traitement photographique de la couleur est une réussite comparable à celle de Senso de Luchino Visconti ; elle n'y est pas seulement illustrative ; elle participe aussi au dévoilement de la psychologie. »
- Le film a été tourné dans une Florence automnale. Valerio Zurlini, féru d'art pictural, a tenté, dans ce film, des équivalences avec les tableaux d'un Giorgio Morandi ou d'un Ottone Rosai.
- Entretien avec Valerio Zurlini : "Quand je fis les repérages pour Journal intime, je cherchais à découvrir une Florence qui me soit très personnelle et chère. Quand, huit ans après, je revins pour tourner, ces mêmes lieux avaient acquis une dimension supplémentaire qui était la dimension de la mémoire : je retrouvais ma vie de huit ans auparavant. Cela explique cette étrange et lucide patine qu'il y a sur les images" (Entretien avec Jean A. Gili dans Sergio Toffetti (dir.). Valerio Zurlini. Torino : Museo nazionale del Cinema / Lindau, 1993, p. 63).